# Prévost-Woodward-Hydroxylierung
Die Prévost-Woodward-Hydroxylierung (auch: Woodward-cis-Hydroxylierung oder Woodward-Variante) ist eine chemische Reaktion, bei der sich unter milden chemischen Bedingungen zwei Hydroxygruppen an Alkene addieren lassen können. Im Gegensatz zur Prévost-Hydroxylierung werden bei dieser Reaktion beide Hydroxygruppen syn zueinander addiert.
Benannt ist diese Reaktion nach Charles Prévost und Robert Burns Woodward, der diese Reaktion 1958 im Journal of the American Chemical Society veröffentlichte.

## Mechanismus
Im ersten Schritt reagiert das Alken mit elementaren Iod zu einem zyklischen Iodonium-Ion. Anschließend wird dieses durch das Silberbenzoat geöffnet und es entsteht das trans-1,2-Iod Carboxylat. Nach einer intermolekularen Umlagerung wird das Iod abgespalten und eine kationische zyklische Zwischenstufe entsteht. Bei Anwesenheit von Wasser wird nun ein Hydroxid-Ion an das positive C-Atom der Ester-Gruppe addiert. Durch Umlagerung bildet sich die Benzoatgruppe zurück und es entsteht eine Hydroxygruppe in syn-Position. In den letzten Schritten wird die Ester-Gruppe hydrolysiert. Da die Hydrolyse die Konfiguration des Moleküls nicht verändert, bleiben die so entstandenen Hydroxygruppen syn zueinander.
Durch Wechsel der Ausgangssubstanzen (andere Halogene, Thallium(I)-acetat oder -benzoat) kann die chemische Ausbeute erhöht werden.

## Anwendung
Die Prévost-Woodward-Hydroxylierung eignet sich sehr gut als Alternative zu den üblichen Dihydroxylierungsreaktionen mit Kaliumpermanganat bzw. Osmiumtetroxid, da im Gegensatz zu jenen hier das sterisch ungünstigere Produkt entsteht. Es greift hier zuerst das Halogen an der sterisch günstigeren Seite des Alkens an, dann wird das Benzoat an der sterisch ungünstigeren Seite addiert.